# Macrodampetrus
Macrodampetrus is een geslacht van hooiwagens uit de familie Assamiidae.
De wetenschappelijke naam Macrodampetrus is voor het eerst geldig gepubliceerd door Roewer in 1915. 

## Soorten
Macrodampetrus omvat de volgende 2 soorten:
- Macrodampetrus bicoloripes
- Macrodampetrus unicoloripes